# Мышь деревенская и мышь городская (мультсериал)
«Мышь деревенская и мышь городская» (англ. The Country Mouse and the City Mouse Adventures) — франко-канадский мультсериал 1998-99 годов. Во Франции транслировался с французским дубляжом студии France Animacione. В США мультсериал был показан на канале HBO, который также проявил свой интерес к финансированию мультсериала. 
В России мультсериал был впервые показан на телеканале НТВ Плюс Детский Мир (только первый сезон) с 1 сентября 1998 года по 8 октября 1998 года, где выходил под названием «Приключения мыши деревенской и мыши городской». Повторно сериал транслировался на телеканале «Культура», но уже под названием «Мышь деревенская и мышь городская», с многоголосым закадровым переводом студии «Пифагор» с 1 сентября по 12 ноября 2004 и с 5 июля по 3 ноября 2005 года по будням. С 8 января 2011 по 31 августа 2014 годы выходил на канале «Карусель» под названием «Приключения отважных кузенов» и был полностью дублирован. С 1 декабря 2023 года мультсериал вновь транслируется на канале «Cartoon Classics» под новым названием — «Приключения городской и сельской мыши».

## Сюжет
В начале XX века деревенская мышь Эмили и её городской кузен Александр отправляются в путешествие по свету. В пути их ожидают опасные и захватывающие приключения, но вместе им по плечу любые трудности. Путешествуя, они находят много новых друзей. Вместе с героями сериала маленькие зрители побывают во многих странах света.

## Список серий
- Усатый мародёр (англ. The Mouse-tache Marauder), Франция. Written By: Erica Alexandre. Премьера: Лето 1996[21]
- Дело об исчезнувшем бриллианте (англ. The Case Of The Disappearing Diamond), Англия. Written by: Erica Alexandre. Премьера: Лето 1996
- Мышиный Штраус (англ. Strauss Maus), Германия. Written By: Erica Alexandre. Премьера: Лето 1996
- Большие гонки между Англией и Францией (англ. Those Amazing Mice In Their Flying Machines). Written By: Erica Alexandre. Премьера: Лето 1996
- Землетрясение в Сан-Франциско (англ. Frisco Rumble), Калифорния, США. Written by: Matthew Core / Erica Alexandre. Storyboards by; Helene Cossete, Stefanie Gignac. Премьера: сентябрь 1996.
- Поймать тигра за хвост (англ. To Catch a Tiger by the Tail), Индия. Written by: Bruce Robb / Erica Alexandre. Storyboards by: Alex Szewczuk, Jean Pilotte. Премьера: осень 1996.
- Мышетавр (англ. Mouse-o-taur), Греция. Премьера: осень 1996.
- Происшествие в Восточном экспрессе (англ. Adventure On The Orient Express). Премьера: осень 1996
- Лучший швейцарский шоколад (англ. Swiss Chocolate Mouse), Швейцария. Премьера: декабрь 1996
- Мыши во льду (англ. Mice On Ice), Канада. Премьера: декабрь 1996
- Приключение в великом Йети (англ. The Great Yeti Adventure), Тибет, Китай. Written by: Patrick Granleese, Erica Alexandre. Storyboards by: Stefanie Gignac. Премьера: начало 1997.
- Сокровище затонувших кораблей (англ. A Mouse-Vellous Treasure Hunt), Мексика. Written by: Dennise Fordham / Erica Alexandre. Storyboards by: Премьера: весна 1997
- Императорская Мышь Китая (англ. Imperial Mice of China). Written by: Thomas Lapierre, Erica Alexandre. Storyboards by: Stefanie Gignac. Премьера: весна 1997
- Мыши — Москвичи (англ. Mousecovites), Россия. Премьера: 1997
- Любовь к приключениям (англ. Yen for Trouble), Япония. Written by: Caroline Maria / Joan Scott, Erica Alexandre. Storyboards by: Frederic Degranges. Премьера: 1997
- Мыши из варьете (англ. Vaudeville Mice), США. Премьера: 1997
- Пустошь на другой стороне Земли (англ. Outback Down Under), Австралия. Премьера: 1997
- Гибель цеппелинов (англ. Zeppelins Away!), Германия. Премьера: 1997.
- Тайна гробницы мышиного фараона (англ. The Mystery Of The Mouse Pharaoh's Tomb), Египет. Премьера: 1997
- Призрак замка Маккензи (англ. The Ghost Of Castle MacKenzie), Шотландия. Премьера: 1997
- Мыши на острове Галапагос (англ. No Mouse Is An Island). Премьера: 1997
- Охота за алмазами (англ. Diamond Safari), Африка. Премьера: 1997
- Арабские ночи (англ. Arabian Tales), Ирак. Премьера: 1997
- Мыши на Клондайке (англ. Klondike Mice), Канада. Премьера: 1997
- Всё, что я хочу на Рождество (англ. All I Want For Christmouse), Финляндия. Премьера: 7 января 1998
- Мышь — Матадор (англ. Matador Mice), Испания. Премьера: 1998.
- Мыши-велосипедисты (англ. Bicycle Mice), Франция. Премьера: 1998
- Балетные мыши (англ. Ballet Mice), Россия. Премьера: 1998
- Богиня луны Майя (англ. Mouse In The Mayan Moon), Мексика. Премьера: 1998
- Спагетти с тефтелями (англ. Meatball Mice), Италия. Премьера: 1998
- В джунглях (англ. Jungle Mice), Африка. Премьера: 1998
- Круиз на лайнере Мавритания (англ. POSH Mice). Премьера: 1998
- Радио Макорни (англ. Marconi Mice), Канада. Премьера: 1998
- Мыши и кинематограф (англ. Cinematic Mice), Франция. Премьера: 1998
- Шерлок Мышь (англ. Sherlock Mouse), Англия. Премьера: 1998
- Золотая мышь (англ. Solid Gold Mouse), Бали. Премьера: 1998
- Панамская мышь (англ. Panama Mouse), Панама. Премьера: 1998
- Три мыши и ты вне игры! (англ. Three Mice and you're Out), Бостон, США. Премьера: 1998
- Мыши с Дикого Запада (англ. Wild West Mice), США. Премьера: 1998
- Мышь из Белого дома (англ. White House Mouse), Вашингтон, США. Премьера: 1998
- Мыши-Гудини (англ. Houdini Mice), Венгрия. Премьера: 1998
- Большая головка сыра (англ. The Big Cheese), Голландия. Премьера: 1998
- Мыши на ярмарке (англ. World's Fair Mice), Сент-Луис, США. Премьера: 1998
- Мыши в Гонконге (англ. Hong Kong Mice). Премьера: 1998
- Приключения в Небе (англ. Hi-Flying Hi-Jinks), Северная Каролина, США. Премьера: 1998
- Вниз под грабежом (англ. Down Under Plunder), Новая Зеландия. Премьера: 1998
- Когда Ирландские Мыши улыбаются (англ. When Irish Eyes Are Smiling), Ирландия. Премьера: 1998
- Мыши и Мишка Тедди (англ. Teddy Bear Mice), Германия. Премьера: 1998
- Олимпийские игры (англ. Olympic Mice), Греция. Премьера: 1998
- Мыши на Северном полюсе (англ. North Pole Mice), Канада. Премьера: 1998
- Полуночный грабитель (англ. Trinidad Mousequerade). Премьера: 1998[22]

## Съёмочная группа
- Исполнительные продюсеры: Мишелин Чарест, Рональд А. Уинберг, Джиованна Милано (1998)
- Продюсер: Кассандра Шавхаузе
- Режиссёры: Маркос ДаСильва (1996-97), Надиа Козис (1998)
- Композитор: Джеймс Гельфанд[23]

## Персонажи и озвучивание ролей
- Эмили — деревенская мышка и кузина Александра. Добрая, смелая и умная. Любит приключения и веселье, более открыта для общения, чем Александр. За свои путешествия по миру она чего только не видела. Любому готова помочь и дать совет. Озвучивает Джули Бурроугс, в русском дубляже — Ольга Шорохова (Карусель)[24].
- Александр — городской мышонок и кузен Эмили. Воспитанный и сообразительный, он вместе с Эмили путешествует по миру. Александр более спокойный, чем Эмили, хотя иногда бывает и наоборот. Озвучивает Терренс Скамел, в русском дубляже — Денис Некрасов (Карусель).
- Бесхвостый Негодник — крыс, самый известный мошенник и негодяй во всём мире. Постоянно теряет свой накладной хвост. Ненавидит Эмили и Александра, потому что они не дают ему осуществлять свои подлые планы. Озвучивает Рик Джонс, в русском дубляже — Даниил Эльдаров (Карусель)[25].

## Исторические персонажи в мультфильме
На протяжении всех своих приключений Эмили и Александр встречают большое количество исторических личностей:
- Анна Павлова
- Сергей Дягилев
- Пу И
- Вильгельмина
- Артур Конан Дойл
- Пётр Ильич Чайковский (упоминание)
- Рихард Штраус
- Роберт Пири
- Теодор Рузвельт
- Виктория
- Гарри Гудини
- Фердинанд фон Цеппелин
- братья Райт
- братья Люмьер
- Гульельмо Маркони
- Артур Эванс
- Спиридон Луис
- Буффало Билл
- Мэри Кингсли
- Клод Моне